# Катастрофа автобуса 16 декабря 2008 года близ Эйлата
16 декабря 2008 года, чартерным рейсом FV6709 из Пулково в аэропорт Увда прилетела группа с российскими представителями туристических компаний Санкт-Петербурга (в основном женщинами). Далее они на двух автобусах направились в Эйлат — израильский курорт на берегу Красного моря. Около 16 часов по московскому времени (около 15 часов по местному) автобус упал в пропасть (с высоты 30-ти метров) в 4 километрах к северу от Эйлата на шестом километре трассы № 12.
Ирина Петрова — генеральной директор компании «Солвекс-трэвэл» сообщила СМИ, что в разбившемся автобусе находились представители турфирм северной столицы. Петрова также сообщила, что этот ознакомительный тур в Израиль был организован компаниями «Солвекс-Турне» и «Классик Трэвэл» (обе зарегистрированы в Петербурге).

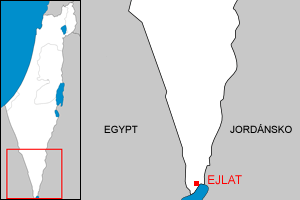
Эйлат на карте Израиля

## Итоги расследования
Расследование показало, что водитель автобуса грубо нарушил правила: на опасном участке с ограниченной видимостью он пошёл на обгон другого автобуса, превысил скорость и не справился с управлением. В момент катастрофы автобус двигался со скоростью 98 км/ч, что значительно выше максимально допустимой ПДД при движении на горном серпантине.
Министр транспорта Израиля Шауль Мофаз в интервью газете «Гаарец» сказал следующее: «Два водителя автобусов затеяли спор, кто первым доедет до пункта назначения. Спор вылился в попытки обогнать друг друга». Представитель полиции Алекс Кагальский также заявил: «Дорога была в хорошем состоянии. Однозначно, сыграл человеческий фактор, налицо ошибка водителя».
Приговор водителю автобуса Эдуарду Гельфонду, который признан виновным в аварии, в результате которой погибли 24 российских турагента: суд назначил восемь лет тюремного заключения.

## Последствия катастрофы

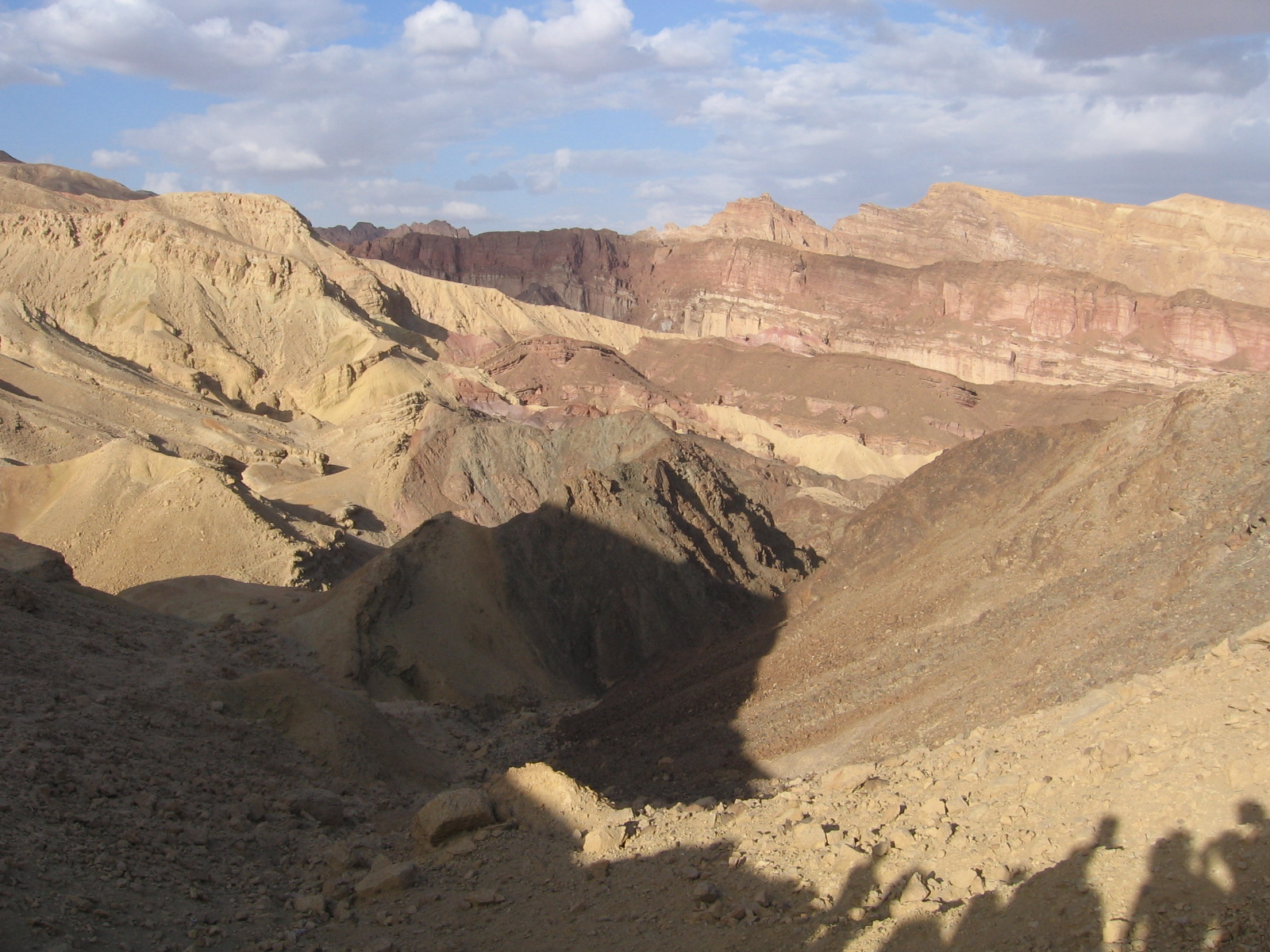
Типичный придорожный горный ландшафт окрестностей Эйлата

В момент катастрофы погибли 25 человек: 22 женщины и трое мужчин. Водитель автобуса — гражданин Израиля (репатриант из бывшего СССР) Эдуард Гельфанд получил травмы, но остался жив (он был единственным человеком в автобусе, который был пристёгнут ремнём безопасности). Спустя два дня после аварии водитель был задержан, а затем отпущен под домашний арест.
Адвокат водителя Йоав Леви позднее заявил: «Все что произошло, является результатом хулиганства водителя второго автобуса, которое началось ещё в момент выезда со стоянки и продолжалось всю дорогу — вплоть до места катастрофы». Также он сделал следующее заявление: «На самом деле произошло вот что: во время обгона гид упал на шофёра, что послужило причиной того, что последний потерял управление и автобус сорвался с трассы. Шофер не помнит, что случилось после этого. Он очень сожалеет о произошедшем, и просит передать соболезнования семьям погибших…».
Однако следует отметить, что полицейские намеренно не разглашали показания тахографа и более того, заявляли, что показания с него снять не удалось. Пользуясь этим, Эдуард Гельфанд дал несколько вариантов заведомо ложных показаний, которые впоследствии были опровергнуты показаниями прибора.